# Эглемон
Эглемо́н (фр. Aiglemont) — коммуна во Франции, находится в регионе Шампань — Арденны. Департамент — Арденны. Входит в состав кантона Центральный Шарлевиль. Округ коммуны — Шарлевиль-Мезьер.
Код INSEE коммуны — 08003.
Коммуна расположена приблизительно в 210 км к северо-востоку от Парижа, в 100 км севернее Шалон-ан-Шампани, в 4 км к востоку от Шарлевиль-Мезьера.

## Население
Население коммуны на 2008 год составляло 1571 человек.
| 1946 | 1962 | 1968 | 1975 | 1982 | 1990 | 1999 | 2008 |
| ---- | ---- | ---- | ---- | ---- | ---- | ---- | ---- |
| 666  | 962  | 1304 | 1645 | 1614 | 1804 | 1733 | 1571 |

## Администрация
| Период | Период | Фамилия        | Партия                             | Должность                                              |
| ------ | ------ | -------------- | ---------------------------------- | ------------------------------------------------------ |
| 1947   | 1971   | Эмиль Жерарден |                                    |                                                        |
| 1971   | 1977   | Реймон Авриль  |                                    |                                                        |
| 1977   | 2001   | Жан Жерарден   | Объединение в поддержку республики |                                                        |
| 2001   |        | Филип Декобер  | Социалистическая партия            | Вице-президент агломерации сообщества Шарлевиль-Мезьер |

## Экономика
В 2007 году среди 1017 человек в трудоспособном возрасте (15—64 лет) 737 были экономически активными, 280 — неактивными (показатель активности — 72,5 %, в 1999 году было 68,9 %). Из 737 активных работали 676 человек (352 мужчины и 324 женщины), безработных было 61 (30 мужчин и 31 женщина). Среди 280 неактивных 86 человек были учениками или студентами, 133 — пенсионерами, 61 были неактивными по другим причинам.

## Достопримечательности
- Церковь Сен-Кантен (кон. XVIII века)
- Часовня Сен-Кантен
- Голгофа